# 安東尼·桑德斯卓姆
安東尼·桑德斯卓姆（英語：Anthony Sandstrom，1973年11月19日—），又以DJ Antwone見稱，在加拿大溫哥華出生的香港模特兒，是一名美洲原住民、挪威及華裔美國人混血兒。身高185公分，體重80公斤。
他在2001年移居在香港模特兒發展之前，在1993年，因傷無奈結束職業電單車手生涯，於泰國開始他的模特兒生涯，其後便積極於東南亞市場發展．來到香港發展後，拍攝更多廣告和行天橋等大型活動之餘，亦不忘繼續他的ＤＪ事業。
2008年6月，也即是端午節期間，他和妻子喬瑟琳·盧科於美國夏威夷結婚，場面非常熱鬧。之後二人在合作各大event以 DJ Antwone 及 DJ Miss Antwone 的身份打碟。
除了在香港和外國增加知名度外，有時參與公益事務。例如他和妻子創立Moonlight Foundation Nepal（MFN），目的是改善尼泊爾人民生活，之後參加慈善攀山活動。
2014年8月，Anthony Sandstrom與妻子Jocelyn Luko獲甄子丹和太太汪詩詩旗下公司，獲得成為旗下藝人。

## 電視節目
- 2015年：無綫電視《酒遍全世界》

## 外部連結
- 個人網站 （页面存档备份，存于）
- Dreamodels HK Ltd
- Facebook
- 安東尼·桑德斯卓姆的Instagram帳戶